# 177 aC
El 177 aC va ser un any del calendari romà prejulià. Durant la República i l'Imperi Romà es coneixia com l'Any del Consolat de Pulcre i Grac o també any 577 Ab urbe condita o de la fundació de la ciutat). L'ús del nom «177 aC» per referir-se a aquest any es remunta a l'alta edat mitjana, quan el sistema Anno Domini va ser el mètode de numeració dels anys més comú a Europa.

## Esdeveniments

### Antiga Roma
- Aquest any són elegits cònsols Gai Claudi Pulcre i Tiberi Semproni Grac.[2]
- Claudi Pulcre obté la província d'Ístria i marxa ràpidament de Roma sense realitzar les cerimònies de presa de possessió establertes. Es veu obligat a tornar. Va després a la seva província amb un nou exèrcit, quan coneix la revolta dels istris, i conquereix tres ciutats sotmetent als revoltats. Després ataca els lígurs, als que també derrota, i celebra un doble triomf al tornar a Roma.[3][4]
- Semproni Grac obté Sardenya com a província, fa la guerra contra els sards i els iliens revoltats i els derrota. Durant l'hivern es manté als quarters i a la primavera següent fa noves operacions fins a aconseguir la submissió dels rebels que han d'entregar ostatges.[5]
- Es funda la colònia romana de Luni, a la desembocadura del riu Magra, a Etrúria, per poder combatre millor als lígurs.[6]